# Muchotrzew solniskowy
Muchotrzew solniskowy (Spergularia salina J. Presl & C. Presl) – gatunek rośliny z rodziny goździkowatych (Caryophyllaceae). Jest szeroko rozprzestrzeniony na całej półkuli północnej: naturalny obszar jego występowania obejmuje Azję, Europę, Afrykę Północną i Amerykę Północną, rozprzestrzenił się także gdzie indziej. W Polsce jest niezbyt częsty. Rośnie na wybrzeżu oraz na solniskach w głębi kraju.

## Morfologia
ŁodygaKanciasta, do 20 cm długości.
LiścieRównowąskie, bez ości na końcach.
KwiatyDziałki kielicha tępe, zielone, wąsko obłonione, długości około 5 mm. Płatki korony różowe, krótsze od kielicha. Pręcików nie więcej niż 5.
OwocTorebka na szypułce, dłuższa od kielicha.

## Biologia i ekologia

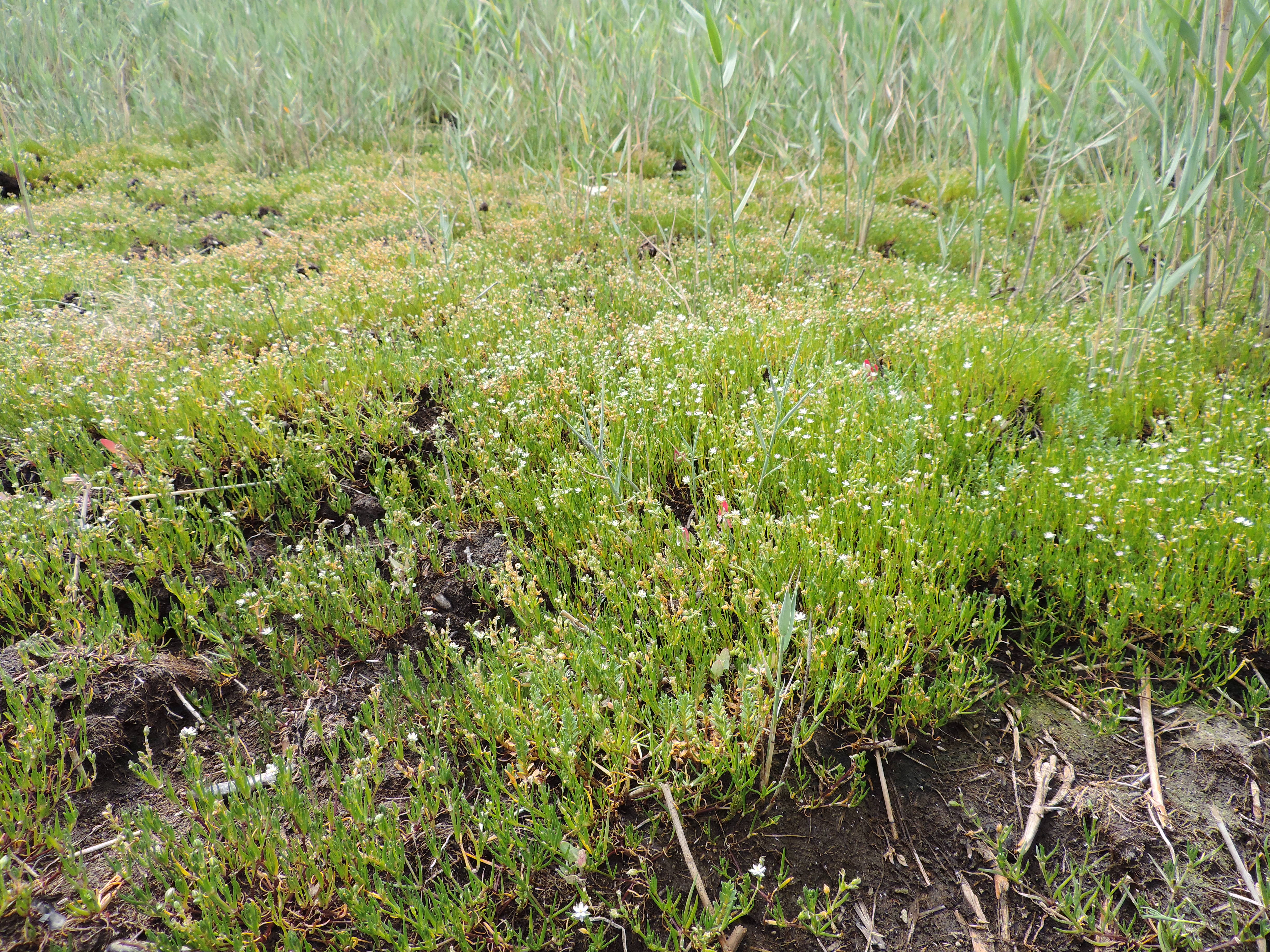
Muchotrzew solniskowy na solnisku pod Kołobrzegiem

Roślina jednoroczna, halofit. Rośnie na solniskach. Kwitnie od maja do września. Gatunek charakterystyczny zespołu Puccinellio-Spergularietum salinae. Gatunek wyróżniający zespołu Puccinellio distantis-Salicornietum. Liczba chromosomów 2n = 36.

## Systematyka i zmienność
- Według nowszych ujęć taksonomicznych prawidłowa nazwa tego gatunku to Spergularia marina (L.) Griseb[3].
- Tworzy mieszańce z muchotrzewem polnym[4].

## Zagrożenia
Roślina umieszczona na Czerwonej liście roślin i grzybów Polski (2006, 2016) w grupie gatunków narażonych na wymarcie (kategoria zagrożenia: VU).